# Испаритель

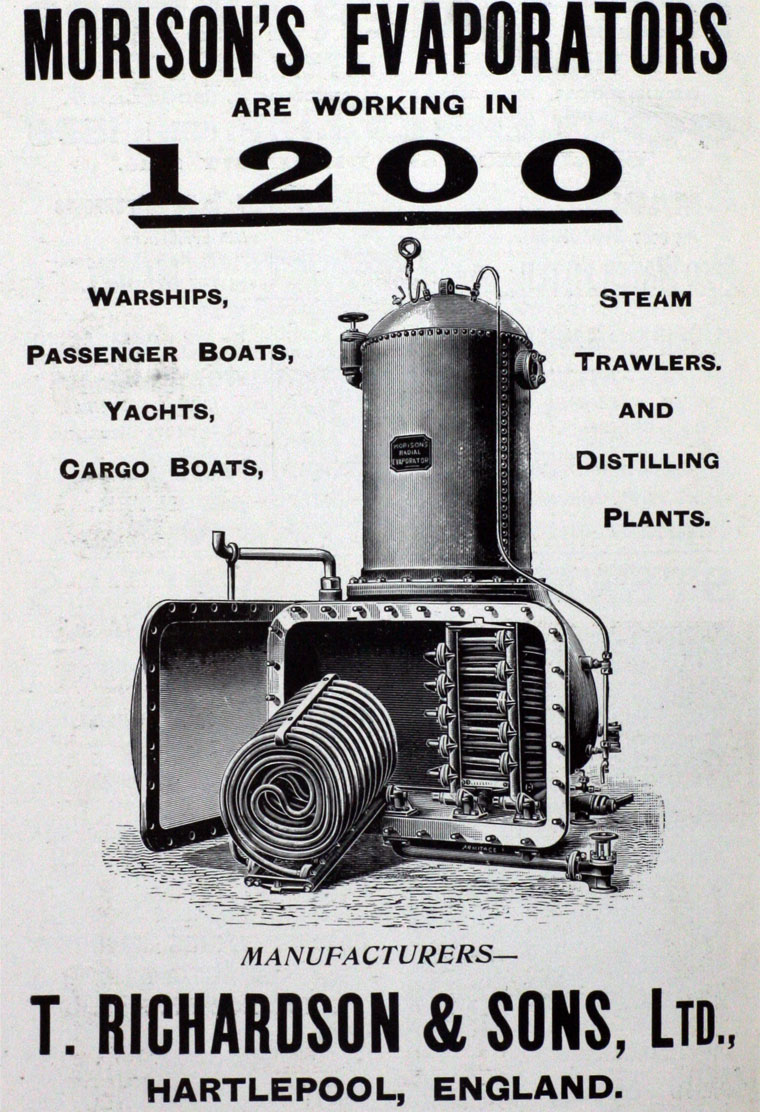
Испаритель Морисона.

Испаритель  — теплообменный аппарат, в котором осуществляется  процесс фазового перехода жидкого теплоносителя в парообразное и газообразное состояние за счёт подвода от более горячего теплоносителя. Таким горячим теплоносителем обычно являются вода, воздух, рассол или газообразные, жидкие или твердые технологические продукты. Когда процесс фазового перехода происходит на поверхности жидкости, то это называется испарением. Если процесс происходит на всей глубине жидкости с образованием паровых пузырьков, то это называется кипением. Фазовый переход может происходить как с однородной жидкостью, так и со смесью жидких компонентов. Испарители различаются по характеру происходящих в них процессов, а также по их назначению, и они при этом обычно имеют свои названия.
Аппарат, в котором происходит только испарение, это роторный испаритель для удаления жидкости отгонкой при пониженном давлении.

## Испарители холодильных машин
В испарителях, используемых в холодильных машинах, жидкий холодильный агент под давлением после регулирующего вентиля (дросселя) кипит с понижением давления, и пар, образующийся в испарителе, отсасывается компрессором.
По характеру охлаждаемой среды испарители, используемые в холодильных машинах, можно разделить на следующие группы:
- испарители для охлаждения жидких хладоносителей и технологических продуктов,
- испарители для охлаждения воздуха и различных газообразных продуктов,
- испарители для охлаждения твердых продуктов,
- испарители-конденсаторы.

В зависимости от условий циркуляции охлаждаемой жидкости различают испарители с закрытой системой циркуляции, прокачиваемой насосом: кожухотрубные и кожухозмеевиковые; и с открытым уровнем охлаждаемой жидкости, циркуляция которой создается мешалкой: испарители вертикально-трубные и панельные. По характеру заполнения холодильным агентом существуют испарители затопленные и незатопленные. К последним относятся оросительные, кожухотрубные с кипением в трубах и змеевиковые с верхней подачей жидкости.